# Drobná sakrální památka

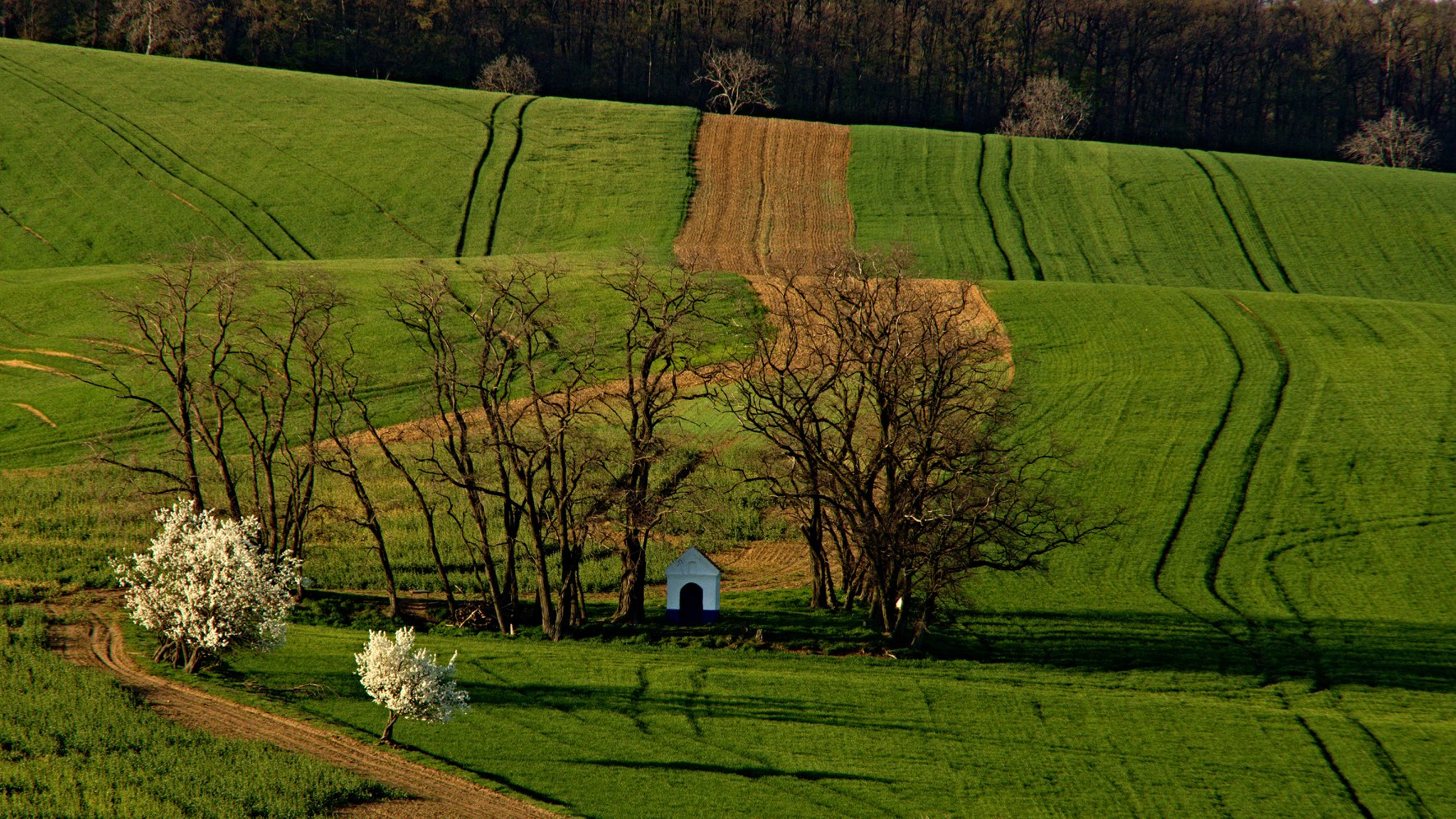
Drobná sakrální památka v krajině, kaple sv. Barbory (Kyjovsko). Zajímavé také je, že tyto drobné památky poukazují na zaniklé nebo již nepoužívané sítě cest a stezek v minulosti.

Drobná sakrální památka (z latinského sacer – „svatý“, „posvátný“) je spojena především s lidovou zbožností. Zahrnuje např. kapličky, návesní kaple, kříže, smírčí kříže, sochy, boží muka, svaté obrázky a skalní reliéfy s náboženskými motivy. Jen do jisté míry jsou ovlivněny slohovým uměním. Především se do nich promítají potřeby jednotlivce, který je součástí určité společnosti v daném čase.
Drobné sakrální památky jsou především umístěny v terénu, krajině a respektují tak rozmanitost krajiny. Jednotlivé památky se liší daným územím, krajovými zvyklostmi, dostupným stavebním materiálem a sociálním postavením i technologickou zdatností stavitelů.

## Historie/Současný stav
Drobné památky mají u nás[kde?] dlouhodobou tradici, která byla následně zásadním způsobem rozvíjena po rozšíření křesťanství na našem území, byť z tohoto nejranějšího období rozšiřování křesťanské víry v 9. a 10. století drobné památky dochovány nemáme. Hustota drobných sakrálních památek v krajině je i přes výrazné ztráty ve 2. polovině 20. století, mimořádná.

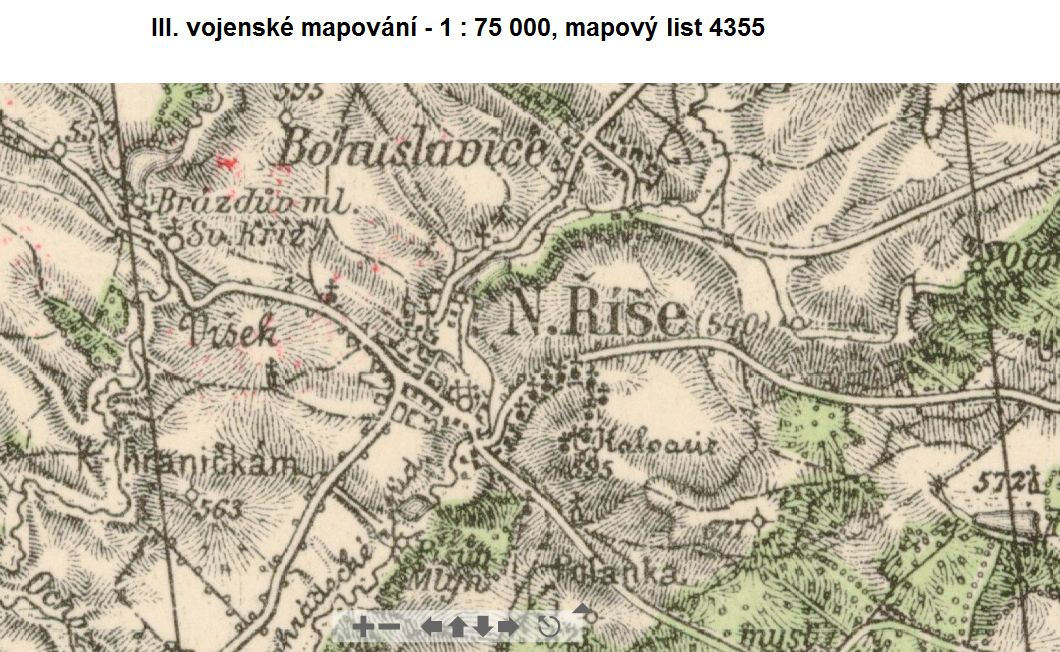
Historická mapa se zakreslenou křížovou cestou Nová Říše (Jihlava) - III. vojenské mapování - 1 : 75 000, mapový list 4355 (1876 - 1878)

Drobné sakrální památky se objevovaly v krajině od středověku až do poloviny 20. století. S nástupem komunistického režimu po roce 1948 upadá v zapomnění veškerá drobná sakrální architektura. Kupodivu i ta, která se nacházela v intravilánech obcí (návesní kaple, zvoničky). Jak se zapomíná na tyto drobné stavby, zapomíná se i na paměť krajiny a na celkovou historii daného místa. Velkou tragédií pro tyto drobné stavby byl především odsun německého obyvatelstva z pohraničí, kde se pak zřídila hraniční pásma a vojenský prostor. Zaniklo velké množství vsí, osad a samot a s nimi většina kaplí, kapliček, křížů a boží muk. Hledat tak jejich stopu můžeme nyní pouze ze starých map, fotografií, či torz, která se v krajině dochovala.
Až po roce 1989 se začal pomalu probouzet zájem obyvatel o historii místa, kde žijí. Začaly vznikat občanská uskupení, která měla chuť některé památky obnovit, zachránit. Díky nadačním fondům i státním podporám se daří tyto drobné památky v krajině udržet pro další generace.
Od 60. let 20. století vzniká seznam státem chráněných nemovitých a movitých památek. Dále nad obnovou a údržbou stojí odborné organizace a orgány památkové péče, které by měly garantovat korektnost a správnost zvolených postupů a technologií při obnově památek.

## Historické prameny

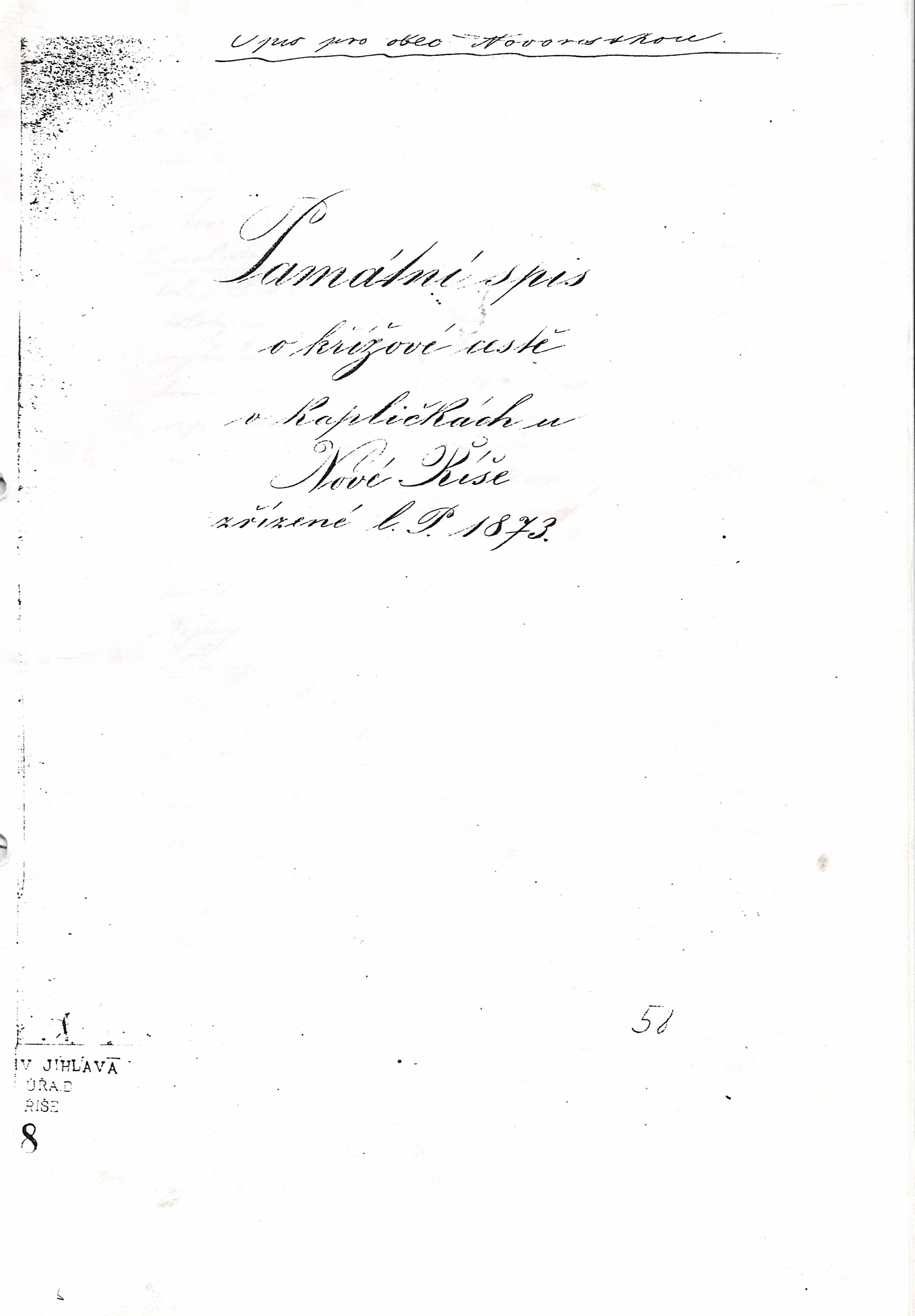
Ukázka dochovaného písemného pramene k určité památce. Jde o Pamětní list ke křížové cestě u Nové Říše (Jihlava).

Pro mapování a historické určení dané památky jsou nezastupitelné historické prameny. Díky archivům obcí a daných institucí jsou o těchto památkách získávány informace, kde a kdy byla konkrétní památka postavena a také z jakého důvodu. Díky tomu se dá s památkou pracovat i v přítomnosti a zachovat ji tak i pro budoucnost.
Drobné sakrální památky bývaly do daného místa umisťovány především ze soukromé iniciativy obyvatel. Prostřednictvím těchto drobných památek lidé projevovali svoji zbožnost a děkovali tak Bohu třeba za uzdravení, či jiné „zázraky“ v jejich životech. Také jsou tyto památky spojeny s určitým pietním místem, či vztahem ke konkrétnímu stanovišti (sv. Kryštof, sv. Antonín u cest, sv. Jan Nepomucký u mostků).
Vedle označení místa tragické události památkou to také byly upomínky na stav ohrožení života, z něhož člověk šťastně vyvázl. Zastavení ex voto byla projevem vděčnosti Bohu za pomoc, o přináležitosti k sakrálním objektům proto nebylo žádných pochyb. Samozřejmě nešlo vždy jen o poděkování jednotlivce, ale také o vícero obyvatel, poděkování za uzdravení či zachování dobytka či majetku – to souviselo s vůlí a finančními možnostmi zřizovatele, pro jakou formu poděkování se rozhodl.
S určením důvodu, proč daná památka stojí na určitém místě, bývá někdy problém. Jde v řadě případů o soustavné pátrání a v některých případech nepomohou ani archivní rešerše. Je možné pak sáhnout pak i pamětních knihách farností, ale i tam někdy informace o památce chybí – dobrat se tak stáří památky, času, kdy se zrodila tradice posvátného místa nebo proč daná památka je právě na daném místě postavena, nelze.
Pokud jde tedy o historický vývoj, typologii a výzdobu drobné sakrální architektury je to velmi problematické. K jejímu pochopení je nutné aplikovat nejen historické a umělecko-historické přístupy, ale je nutné vzít v úvahu také otázku národnostní, společensko-historickou a v neposlední řadě i přírodní charakteristiku území.

## Péče o drobné památky

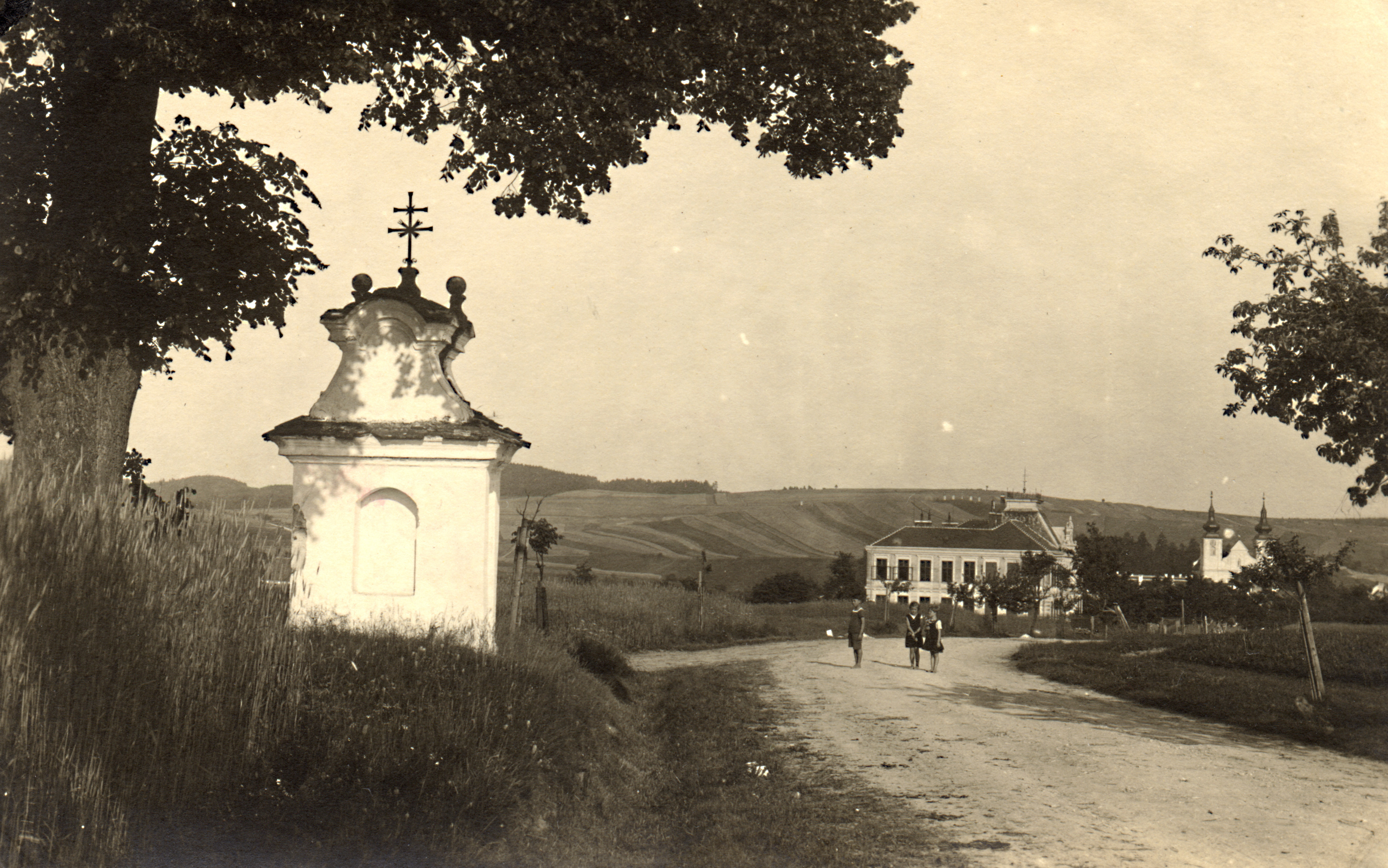
Dobová fotografie z 1. pol. 20. století s vyobrazením stávající kaple Panny Marie Bolestné, Nová Říše (Jihlava)

Předtím, než se začne s obnovou památky, je důležité provést průzkum stavu památky. Vytvořit fotodokumentaci, zákres poškozených částí a vyhledat informace o její historii a podob před poškozením, přestavbou nebo nevhodnou úpravou. Tento prvotní krok je velmi důležitý, protože oprava může významně zasáhnout do podoby památky na několik desetiletí a může dojít i k jejímu znehodnocení.
Důležitým krokem je také dohledání dostupné ikonografické, fotografické a jiné historické dokumentace, která může poskytnou důležité informace pro doplnění ztracených prvků na památce – především u kamenných soch je ikonografie důležitá.
Rovněž umístění (poloha) památky je velice důležité. Památky v krajině jsou pevně spjaty s daným místem, vážou se opět historicky k nějaké události, které se tam odehrála. Je tedy opravdu nežádoucí památku jakkoliv (pokud tedy nemusí ustoupit kvůli nové zástavbě, vybudování nové komunikace apod.) přemisťovat na jiné „lepší“ místo. Vedle obnovy památky je důležité nezapomenout také na úpravu okolí, které je důležité pro celkové vnímání dané památky. Je tedy dobré k obnově okolí památky přistupovat s citem v souvislosti s celkovým charakterem drobné architektury.
V prvé řadě je třeba ke každé památce přistupovat jednotlivě s ohledem na její charakter, historii, architekturu. Některé práce jde samozřejmě uskutečnit svépomocí, ale některé jsou natolik specifické (a ty převažují), že je nezbytné spolupracovat s odborníky (restaurátor, kameník, štukatér apod.). Prvotně je ale důležité spolupracovat s odbornou institucí (v tomto případě orgán památkové péče) a projednat danou opravu krok po kroku. Tak docílíme, že se drobné sakrální památky v krajině dochovají i našim potomkům ve své neopakovatelné kráse a hodnotě.

## Typologie

### Zvoničky

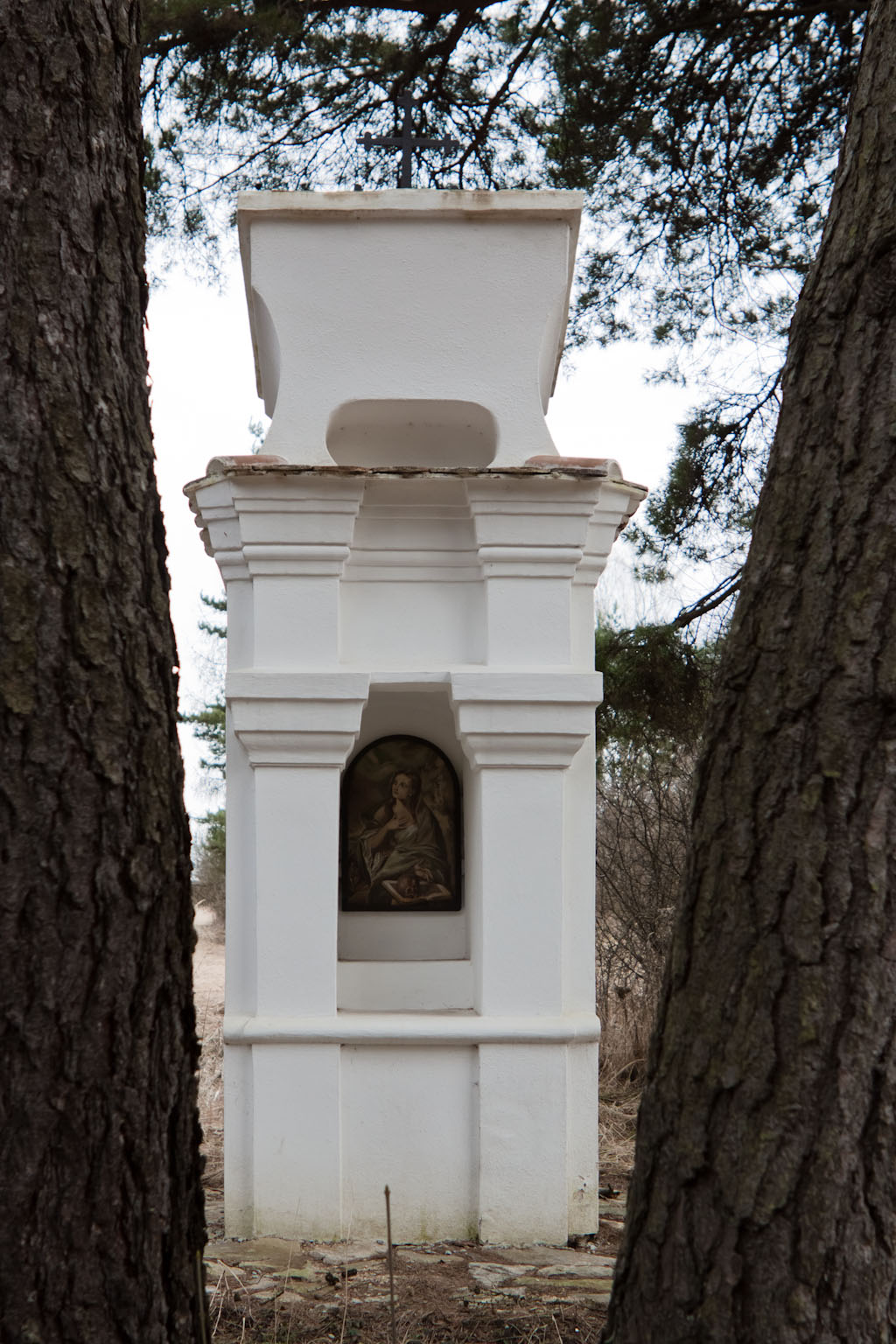
Ukázka zděné výklenkové kapličky (poklony)

Prvotními drobnými památkami v malých obcích byly tzv. zvoničky, které zprvu plnily funkci především k ohlašování požárů. Ty byly postupně nahrazovány dřevěnými stavbami, které se v závěru 19. století měnily na zděné. Počátky zvoniček spadají už do dob Marie Terezie. K jejich vzniku velkou měrou přispěl především ohňový patent Marie Terezie, vydaný 21. srpna roku 1751.

### Návesní kaple
Z výše uvedených zvoniček tedy začaly vznikat tzv.  návesní kaple a jsou tedy ze všech typů drobné sakrální architektury typem nejmladším. Jedná se kaple stojící většinou uprostřed návsi jako středobod duchovního života obce. Nahrazují funkci farního či filiálního kostela, který je většinou vzdáleny mimo danou obec. První návesní kaple vznikají ve 2. pol. 18. stol. V letech 1770-1830 vrcholí první vlna výstavby návesních kaplí. Spojovali v sobě dvě funkce: zvonice a liturgický prostor. Architektura jednotlivých kaplí se také lišila dle kraje, kde vznikaly. Například na jihu Čech vznikaly menší návesní kaple postavené na čtvercovém půdorysu, často s odsazenými zaoblenými nárožími; z jehlancové střechy pak vyrůstala zvonice zakončená další stříškou.
V oblastech Šumavy a Pošumaví vznikaly typické šumavské zvonice, zděné stavby postavené rovněž na čtvercovém, případně polygonálním půdorysu. Tyto kaple měly výrazný vertikální charakter, mírná kónická hmota se směrem vzhůru zužovala a byla zakončena výraznou střechou, často cibulovou, kde se opět nacházela zvonice.
Z výtvarného hlediska se na těchto stavbách uplatňovaly přizpůsobené, zjednodušené a transformované prvky tzv. velké barokní architektury. Tyto prvky pak ve druhé čtvrtině 19. století vyústily do tzv. selského baroka.
Od poloviny 19. století se více uplatňuje vliv pseudoslohů (románského a gotiky) a vzájemně se prolínají. Poté pak tyto stavby od poslední třetiny 19. století se stávají poněkud sterilními, šablonovými, někdy až bizarními. Výstavba návesních kaplí v menší míře pokračuje ještě do 1. poloviny 20. století. Jde ale o stavby jednoduché, bez výrazného slohového zaměření. Další typy kaplí pak můžeme ještě dál dělit na – poutní, hrobní, hřbitovní, lesní, morové nad pramenem apod.

### Kaple výklenkové

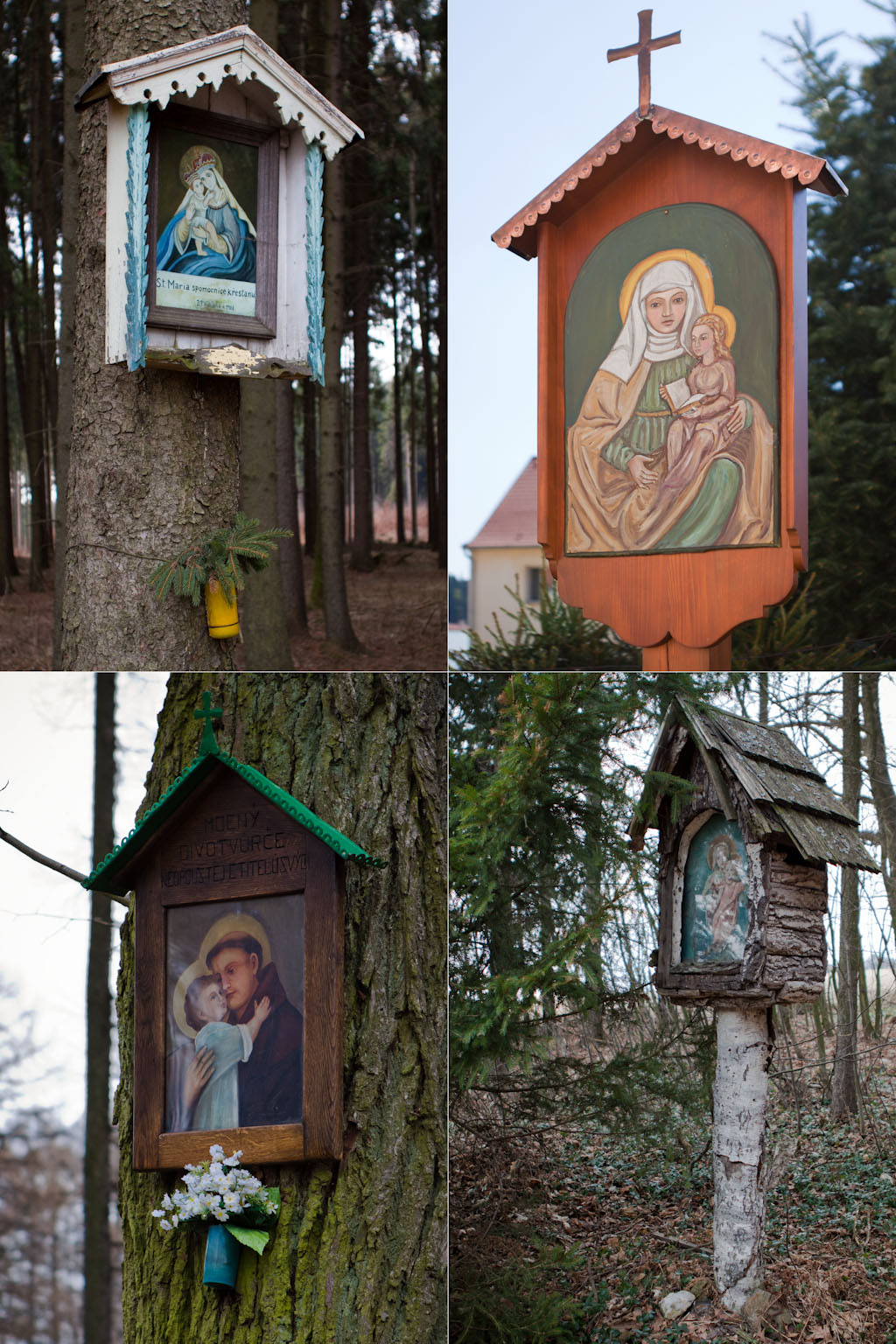
Také svaté obrázky, umístěné na stromech či samostatně v krajině, jsou považovány za drobné sakrální památky.

Nejtypičtější formou drobné sakrální památky jsou výklenkové kaple – jinak také poklony, které jsou v různých formách a provedeních rozeseté volně po krajině. Najdeme je i na okraji obcí, v polích, při cestách či v místech, kam se běžně člověk nedostane. Jejich posláním bylo především poskytnout právě v krajině prostor pro modlitbu, ztišení, poděkování s pojené s úctou k jednomu určitému světci.
Jde o drobné stavby s hlavním prostorem ve formě většího nebo menšího výklenku (nika), který byl určený pro umístění sochy či obrazu daného světce. Tyto kaple vznikaly především z popudu prostých venkovanů, kteří je i stavěli. Převažuje úcta k Panně Marii a sv. Janu Nepomuckému, také je časté zasvěcení sv. Václavu, sv. Anně, sv. Antonínovi či Nejsvětější Trojici.
Architektura kaplí bývá velmi prostá; výrazné slohové prvky, ať zdobné či konstrukční, které by umožňovaly alespoň orientační dataci staveb, jsou užity spíše sporadicky. Častěji najdeme poklony bez zdobných prvků. Více pozornost věnovala pak výzdobě nik a výklenků (dřevěné, sádrové sochy světců, obrazy malované na plechu, nástěnné malby).
Kaple se mohou v krajině nacházet samostatně anebo v souboru tzv. křížových cest. Jsou to pak místa v krajině, která jsou lemována poklonami, které vyústí na určitý vrchol (kopec) v krajině.

### Boží muka
Nejvýraznějším a nejzajímavějším prvkem v krajině jsou kamenná a zděná boží muka. Rovněž tyto artefakty vyjadřovaly a vyjadřuji i v současné době úctu k Bohu. Vyjadřovaly a připomínaly i lidskou bolest, tragédii, která se na daném místě stala, anebo to bylo pouze zastavení opět k modlitbě či k odpočinutí. Původní podoba božích muk symbolicky představovala sloup, u něhož byl z rozhodnutí Piláta Pontského bičován Ježíš Kristus. Podoba božích muk je charakteristická svými třemi stavebními prvky – soklem, dříkem a kaplicovým nástavcem.
U božích muk není slohové rozvrstvení přesně ohraničené. Jde tedy o to, že právě u božích muk je interpretace této problematiky složitější. Jde samozřejmě snadno odlišit prvky gotické, renesanční a barokní, ale i přesto je problém s přesným časovým zařazením dané památky. Zajímavým prvkem jsou zděná boží muka, která jsou obecně chápána jako fenomén, který je spojován s barokní krajinou.
I zde se setkáme s tzv. selským barokem, které se také promítlo do staveb jednotlivých božích muk, a to až do konce 19. století. Barokní, klasicistní a empírové tvarosloví je tak na lidových stavbách užíváno od pol. 18. století až do konce 19. století. Vývojová tendence u božích muk směřovala k tomu, že i na těchto stavbách se ve hmotě pilířku začaly objevovat větší a hlubší ploché niky a půlkruhové výklenky zaklenuté konchou. Funkce božích muk se tak posouvá k objektům sloužícím k jednoduché pobožnosti nebo úctě jednoho světce. Změna tvarosloví se tak viditelně posunula k výklenkové kapli.

### Kříže a křížky
Ve větším množství najdeme v krajině ve velkém zastoupení kamenné, kovové (litinové), ale i dřevěné kříže. Společné pro tyto prvky je vyobrazení Ježíše Krista na kříži. Kříže ve volné krajině také plní funkci vzpomínky na mrtvé, stejně jako kříže hřbitovní. Označují především tragickou událost, ale také mohou vyjadřovat poděkování či prosbu k Bohu a v neposlední řadě jsou rovněž místem pro vykonání modlitby a zastavení.
Kamenné kříže v dnešní krajině jsou již ze středověku. Velmi zajímavou skupinou mezi nimi jsou tzv. smírčí kříže. Ty byly umístěny do krajiny jako forma odpustku a prosby za odpuštění vykonaného násilí. Velmi zdobné kované kříže, které můžeme také v krajině najít, pocházejí převážně z 18. století. Užívají barokní a rokokové tvarosloví. Litinové prvky a celé kříže v krajině převládají.
Nejstaršími dochovanými kříži jsou tzv. smírčí kříže. Jsou to monolity zhotovené z jednoho kusu kamene. Důvod vzniku není zcela jasný, nejčastěji se udává trestní právo nebo byly umístěny do krajiny jako forma odpustku a prosby za odpuštění vykonaného násilí.

### Plastiky (sochy) v krajině

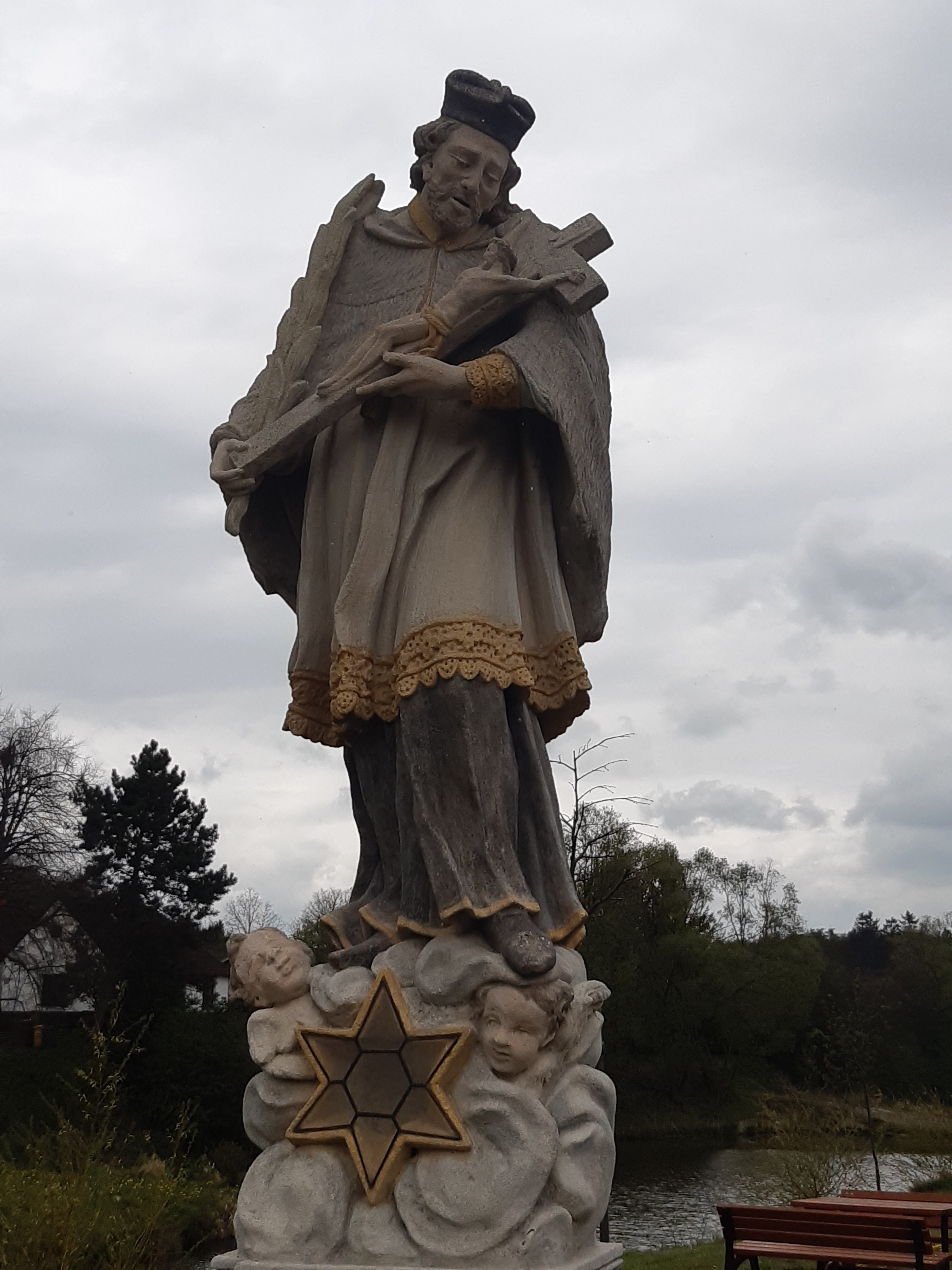
Socha sv. Jana Nepomuckého, Stálky (Znojmo)

Výjimečnou skupinu drobných sakrálních památek v krajině tvoří volně stojící kamenné a kovové plastiky. Liší se od výše uvedených památek především tím, že dané sochy byly zhotoveny zkušenými a poučenými řemeslníky, kameníky. Tyto sochy především vznikaly v době baroka v rozhraní mezi 17. a 18. stoletím. Především jde o sochy ztvárňující sv. Jana Nepomuckého, mariánské výjevy, sv. Floriána a další světce, patrony a ochránce. Zprvu kamenné plastiky přecházejí v průběhu 19. století k odlévaným, litinovým sochám.